# Sindrome di Kallmann
La sindrome di Kallmann è una condizione genetica caratterizzata da ipogonadismo ipogonadotropo e da anosmia o disosmia.

## Storia
Il primo ad individuare una correlazione tra l'ipogonadismo e l'anosmia fu il medico spagnolo Aureliano Maestre de San Juan (1828-1890) che pubblicò nel 1856 i risultati delle sue ricerche. La sindrome prende il nome dallo psichiatra e genetista americano di origine tedesca Franz Joseph Kallmann (1897-1965) che nel 1944 pubblicò i risultati delle sue ricerche su pazienti affetti da ipogonadismo e contestualmente da anosmia. Nel 1954 il medico svizzero Georges de Morsier (1894-1982) giunse a conclusioni analoghe tanto che a volte la sindrome è chiamata displasia olfattogenitale di De Morsier.

## Epidemiologia
La sindrome è una malattia rara che colpisce sia gli uomini che le donne. L'incidenza negli uomini è di 1/10 000, nelle donne è ancora più rara con un'incidenza di 1/50 000

## Eziologia
La patologia può essere causata da varie condizioni:
- Sporadica
- Legata al cromosoma X: KAL1(22.32)
- Autosomica dominante: FGFR1(8p12), FGF8 (10q25-q26), CHD7 (8q12.2) e SOX10
- Autosomica recessiva: PROKR2 (20p12.3), e PROK2 (3p21.1)

La sindrome di Kallmann legata al cromosoma X è la più conosciuta e la più studiata poiché il gene responsabile (KAL1) è stato il primo ad essere individuato. Successivamente è stato individuato il gene FGFR1 responsabile di una trasmissione autosomica dominante.

## Patogenesi
La causa della sindrome è la ridotta secrezione dell'ormone ipotalamico GnRH con conseguente mancata produzione da parte dell'ipofisi degli ormoni FSH e LH. Con una carenza degli ormoni ipofisari non c'è sviluppo sessuale alla pubertà. Inoltre la carenza di LH e FSH rende sterili. L'anosmia a sua volta è dovuta al mancato sviluppo del sistema olfattivo o ad un suo ridotto sviluppo nel caso di iposmia.

## Clinica

### Segni e sintomi
La sindrome si manifesta con ipogonadismo (i testicoli nei maschi e le ovaie nelle donne non funzionano regolarmente). Altra caratteristica fondamentale della sindrome (altrimenti avrebbe le stesse caratteristiche di altre simili forme di ipogonadismo ipogonadotropo) è la mancanza del senso dell'olfatto (anosmia) o una sua riduzione (iposmia). Altri sintomi sono le ridotte dimensioni dei genitali, mirror movement e nei maschi è frequente il criptorchidismo (la mancata discesa dei testicoli nella sacca scrotale). I soggetti affetti non hanno naturalmente la pubertà finché questa non è indotta da una terapia ormonale sostitutiva o dalla somministrazione di GnRH.

## Trattamento
La terapia nel caso degli uomini consiste nella somministrazione di gonadotropine o testosterone, nelle donne nella somministrazione di estrogeni e progesterone. La pubertà non rende di per sé il paziente fertile, ma è possibile indurre la fertilità con le normali terapie esistenti con risultati variabili.
Una volta raggiunta la pubertà, è necessario somministrare la terapia ormonale per il resto della vita.

## Prognosi
Poiché gli ormoni hanno un ruolo importante nel ciclo di vita delle ossa una loro carenza può indurre osteoporosi. Nei soggetti che hanno la pubertà indotta dalla terapia ormonale ad una età corrispondente a quella in cui un soggetto sano ha la pubertà tale problema non è rilevante. Ma diventa grave in soggetti affetti dalla sindrome in cui la somministrazione della terapia ormonale inizia ad un'età che è ben oltre quella della pubertà oppure nei casi di soggetti che interrompono la terapia ormonale o che non la pratichino.